# Park Narodowy Kafue
Park Narodowy Kafue (ang. Kafue National Park) – park narodowy w Zambii, w dorzeczu Kafue, w płn. części z terenami bagiennymi (Bagna Busanga), założony w 1924 roku. Zajmuje powierzchnię 22400 km², co czyni go jednym z największych parków narodowych świata. Administracyjnie leży w obszarze trzech prowincji: Północno-Zachodniej, Centralnej i Południowej. 
Park Narodowy Kafue uchodzi za obszar o największej liczebności antylop w całej Afryce. Środowisko geograficzne jest zróżnicowane - występują tu widne lasy miombo, mopane, sawanny, a także podmokłe łąki. W południowej części parku krajobraz zdradza silny wpływ Kalahari.